# Verdens bedste målmand
|  | Denne artikel eller sektion om sport er forældet eller ikke opdateret. Se artiklens diskussionsside eller historik. |

 Der er for få eller ingen kildehenvisninger i denne artikel, hvilket er et problem. Du kan hjælpe ved at angive troværdige kilder til de påstande, som fremføres i artiklen.

Verdens bedste målmand (engelsk: IFFHS World's Best Goalkeeper) er en fodboldsudmærkelse, som er uddelt årligt siden 1987, valgt af et panel fra International Federation of Football. I 2006 bestod panelet af eksperter fra 89 lande fordelt på 6 kontinenter.

## Liste over "Verdens bedste målmand"
| År   | Spiller             | Klub              | Kilde |
| ---- | ------------------- | ----------------- | ----- |
| 1987 | Jean-Marie Pfaff    | Bayern München    |       |
| 1988 | Rinat Dasaev        | Spartak Moskva    |       |
| 1989 | Walter Zenga        | Inter             |       |
| 1990 | Walter Zenga        | Inter             |       |
| 1991 | Walter Zenga        | Inter             |       |
| 1992 | Peter Schmeichel    | Manchester United |       |
| 1993 | Peter Schmeichel    | Manchester United |       |
| 1994 | Michel Preud'homme  | KV Mechelen       |       |
| 1995 | José Luis Chilavert | Vélez Sársfield   |       |
| 1996 | Andreas Köpke       | Marseille         |       |
| 1997 | José Luis Chilavert | Vélez Sársfield   |       |
| 1998 | José Luis Chilavert | Vélez Sársfield   |       |
| 1999 | Oliver Kahn         | Bayern München    |       |
| 2000 | Fabien Barthez      | Manchester United |       |
| 2001 | Oliver Kahn         | Bayern München    |       |
| 2002 | Oliver Kahn         | Bayern München    |       |
| 2003 | Gianluigi Buffon    | Juventus          |       |
| 2004 | Gianluigi Buffon    | Juventus          |       |
| 2005 | Petr Čech           | Chelsea           |       |
| 2006 | Gianluigi Buffon    | Juventus          |       |
| 2007 | Gianluigi Buffon    | Juventus          |       |
| 2008 | Iker Casillas       | Real Madrid       | [ 1 ] |
| 2009 | Iker Casillas       | Real Madrid       | [ 2 ] |
| 2010 | Iker Casillas       | Real Madrid       | [ 3 ] |
| 2011 | Iker Casillas       | Real Madrid       | [ 4 ] |
| 2012 | Iker Casillas       | Real Madrid       | [ 5 ] |
| 2013 | Manuel Neuer        | FC Bayern München | [ 6 ] |
| 2014 | Manuel Neuer        | FC Bayern München | [ 7 ] |
| 2015 | Manuel Neuer        | FC Bayern München |       |
| 2016 | Manuel Neuer        | FC Bayern München |       |
| 2017 | Gianluigi Buffon    | Juventus          |       |

## Afstemnings resulter

### 2014
| Nr. | Spiller          | Klub                    | Stemmer |
| --- | ---------------- | ----------------------- | ------- |
| 1   | Manuel Neuer     | FC Bayern München       | 216     |
| 2   | Thibaut Courtois | Atletico Madrid Chelsea | 96      |
| 3   | Keylor Navas     | Levante Real Madrid     | 46      |
| 4   | Gianluigi Buffon | Juventus                | 26      |
| 5   | Claudio Bravo    | Real Sociedad Barcelona | 16      |
| 6   | Sergio Romero    | AS Monaco Sampdoria     | 14      |
| 7   | Guillermo Ochoa  | AC Ajaccio Málaga       | 13      |
| 8   | Petr Cech        | Chelsea                 | 4       |
| 9   | Hugo Lloris      | Tottenham               | 2       |
| 9   | Vincent Enyeama  | Lille                   | 2       |

Kilde IFFHS.

### 2012
| Nr. | Spiller          | Klub              | Stemmer |
| --- | ---------------- | ----------------- | ------- |
| 1   | Iker Casillas    | Real Madrid       | 224     |
| 2   | Gianluigi Buffon | Juventus          | 128     |
| 3   | Petr Čech        | Chelsea           | 92      |
| 4   | Manuel Neuer     | FC Bayern München | 85      |
| 5   | Joe Hart         | Manchester City   | 26      |
| 6   | Victor Valdes    | FC Barcelona      | 15      |
| 7   | Cássio           | Corinthians       | 14      |
| 8   | Samir Handanovič | Inter             | 8       |
| 8   | Hugo Lloris      | Tottenham         | 8       |

Kilde IFFHS.

### 2007
| Nr. | Spiller           | Klub              | Stemmer |
| --- | ----------------- | ----------------- | ------- |
| 1   | Gianluigi Buffon  | Juventus          | 209     |
| 2   | Petr Čech         | Chelsea           | 172     |
| 3   | Iker Casillas     | Real Madrid       | 124     |
| 4   | Iker Casillas     | Real Madrid       | 124     |
| 5   | Edwin Van der Sar | Manchester United | 62      |
| 6   | Rogério Ceni      | São Paulo FC      | 37      |
| 7   | José Manuel Reina | Liverpool F.C.    | 36      |
| 7   | Dida              | A.C. Milan        | 36      |
| 8   | Andrés Palop      | Sevilla FC        | 29      |
| 9   | Júlio César       | Inter             | 24      |
| 10  | Jens Lehmann      | Arsenal F.C.      | 20      |

### 2006
| Nr. | Spiller               | Klub              | Stemmer |
| --- | --------------------- | ----------------- | ------- |
| 1   | Gianluigi Buffon      | Juventus F.C.     | 295     |
| 2   | Jens Lehmann          | Arsenal F.C.      | 140     |
| 3   | Petr Čech             | Chelsea F.C.      | 91      |
| 4   | Iker Casillas         | Real Madrid       | 47      |
| 5   | Edwin van der Sar     | Manchester United | 45      |
| 6   | Rogério Ceni          | São Paulo FC      | 39      |
| 7   | Ricardo               | Sporting          | 38      |
| 8   | Dida                  | A.C. Milan        | 34      |
| 9   | Roberto Abbondanzieri | Boca Juniors      | 19      |
| 10  | Fabien Barthez        | Unattached        | 18      |

### 2005
| Nr. | Spiller               | Klub                       | Stemmer |
| --- | --------------------- | -------------------------- | ------- |
| 1   | Petr Čech             | Chelsea F.C.               | 175     |
| 2   | Dida                  | A.C. Milan                 | 91      |
| 3   | Gianluigi Buffon      | Juventus F.C.              | 78      |
| 4   | Oswaldo Sanchez       | Club Deportivo Guadalajara | 43      |
| 5   | Oliver Kahn           | Bayern München             | 42      |
| 6   | Iker Casillas         | Real Madrid                | 41      |
| 7   | Jerzy Dudek           | Liverpool F.C.             | 34      |
| 8   | Edwin van der Sar     | Manchester United          | 32      |
| 9   | Rogério Ceni          | São Paulo FC               | 31      |
| 10  | Roberto Abbondanzieri | Boca Juniors               | 26      |

### 2004
| Nr. | Spiller          | Klub          | Stemmer |
| --- | ---------------- | ------------- | ------- |
| 1   | Gianluigi Buffon | Juventus F.C. | 185     |
| 2   | Petr Čech        | Chelsea F.C.  | 105     |
| 3   | Dida             | A.C. Milan    | 78      |

### 2003
| Nr. | Spiller          | Klub              | Stemmer |
| --- | ---------------- | ----------------- | ------- |
| 1   | Gianluigi Buffon | Juventus F.C.     | 186     |
| 2   | Iker Casillas    | Real Madrid       | 112     |
| 3   | Oliver Kahn      | FC Bayern München | 106     |

### 2002
| Nr. | Spiller       | Klub           | Stemmer |
| --- | ------------- | -------------- | ------- |
| 1   | Oliver Kahn   | Bayern München | 316     |
| 2   | Iker Casillas | Real Madrid    | 101     |
| 3   | Rüştü Reçber  | Fenerbahçe SK  | 99      |

### 2001
| Nr. | Spiller          | Klub           | Stemmer |
| --- | ---------------- | -------------- | ------- |
| 1   | Oliver Kahn      | Bayern München | 265     |
| 2   | Óscar Córdoba    | Boca Juniors   | 77      |
| 3   | Gianluigi Buffon | Juventus F.C.  | 69      |

### 2000
| Nr. | Spiller         | Klub              | Stemmer |
| --- | --------------- | ----------------- | ------- |
| 1   | Fabien Barthez  | Manchester United | 195     |
| 2   | Oliver Kahn     | Bayern München    | 133     |
| 3   | Francesco Toldo | AC Fiorentina     | 131     |

### 1999
| Nr. | Spiller             | Klub              | Stemmer |
| --- | ------------------- | ----------------- | ------- |
| 10  | Oliver Kahn         | Bayern München    | 116     |
| 2   | Peter Schmeichel    | Manchester United | 95      |
| 3   | José Luis Chilavert | Vélez Sársfield   | 93      |

## Århundredes målmand
Ved milleniumskiftet blev der lavet en afstemning om det Århundredes målmand, vinder blev Sovjetunionen's Lev Yashin.
| Nr | Spiller             | Klub (Period)                        | Land (Period)               | Stemmer |
| -- | ------------------- | ------------------------------------ | --------------------------- | ------- |
| 1  | Lev Yashin          | FC Dynamo Moscow (1949-1971)         | Sovjetunionen (1954–1967)   | 1002    |
| 2  | Gordon Banks        | Chesterfield FC (1955-1959)          | England (1963-1972)         | 717     |
| 2  | Gordon Banks        | Leicester City FC (1959-1966)        | England (1963-1972)         | 717     |
| 2  | Gordon Banks        | Stoke City FC (1966-1972)            | England (1963-1972)         | 717     |
| 2  | Gordon Banks        | Cleveland Stokers (1967)             | England (1963-1972)         | 717     |
| 2  | Gordon Banks        | St Patrick's Athletic FC (1977)      | England (1963-1972)         | 717     |
| 2  | Gordon Banks        | Fort Lauderdale Strikers (1977-1978) | England (1963-1972)         | 717     |
| 3  | Dino Zoff           | Udinese Calcio (1961-1963)           | Italien (1968-1983)         | 661     |
| 3  | Dino Zoff           | A.C. Mantova (1963-1967)             | Italien (1968-1983)         | 661     |
| 3  | Dino Zoff           | S.S.C. Napoli (1967-1972)            | Italien (1968-1983)         | 661     |
| 3  | Dino Zoff           | Juventus F.C. (1972-1983)            | Italien (1968-1983)         | 661     |
| 4  | Sepp Maier          | Bayern München (1965-1980)           | Vesttyskland (1966-1979)    | 456     |
| 5  | Ricardo Zamora      | RCD Espanyol (1916-1919)             | Catalonien (1920-1930)      | 443     |
| 5  | Ricardo Zamora      | F.C. Barcelona (1919-1922)           | Catalonien (1920-1930)      | 443     |
| 5  | Ricardo Zamora      | RCD Espanyol (1922-1930)             | Spanien (1920-1936)         | 443     |
| 5  | Ricardo Zamora      | Real Madrid (1930-1936)              | Spanien (1920-1936)         | 443     |
| 5  | Ricardo Zamora      | OGC Nice (1936-1938)                 | Spanien (1920-1936)         | 443     |
| 6  | José Luis Chilavert | Sportivo Luqueño (1982-1983)         | Paraguay (1989-2003)        | 373     |
| 6  | José Luis Chilavert | Club Guaraní (1984)                  |                             | 373     |
| 6  | José Luis Chilavert | San Lorenzo (1984-1988)              |                             | 373     |
| 6  | José Luis Chilavert | Real Zaragoza (1988-1991)            |                             | 373     |
| 6  | José Luis Chilavert | Vélez Sársfield (1991-2000)          |                             | 373     |
| 6  | José Luis Chilavert | RC Strasbourg (2000-2002)            |                             | 373     |
| 6  | José Luis Chilavert | CA Peñarol (2002-2003)               |                             | 373     |
| 6  | José Luis Chilavert | Vélez Sársfield (2003-2004)          |                             | 373     |
| 7  | Peter Schmeichel    | Gladsaxe-Hero BK (1981-1983)         | Danmark (1987-2001)         | 291     |
| 7  | Peter Schmeichel    | Hvidovre IF (1984-1986)              | Danmark (1987-2001)         | 291     |
| 7  | Peter Schmeichel    | Brøndby IF (1987-1991)               | Danmark (1987-2001)         | 291     |
| 7  | Peter Schmeichel    | Manchester United (1991-1999)        | Danmark (1987-2001)         | 291     |
| 7  | Peter Schmeichel    | Sporting CP (1999-2001)              | Danmark (1987-2001)         | 291     |
| 7  | Peter Schmeichel    | Aston Villa FC (2001-2002)           | Danmark (1987-2001)         | 291     |
| 7  | Peter Schmeichel    | Manchester City (2002-2003)          | Danmark (1987-2001)         | 291     |
| 8  | Peter Shilton       | Leicester City F.C. (1966–1974)      | England (1970-1990)         | 196     |
| 8  | Peter Shilton       | Stoke City F.C. (1974–1977)          | England (1970-1990)         | 196     |
| 8  | Peter Shilton       | Nottingham Forest F.C. (1977-1982)   | England (1970-1990)         | 196     |
| 8  | Peter Shilton       | Southampton F.C. (1982-1987)         | England (1970-1990)         | 196     |
| 8  | Peter Shilton       | Derby County F.C. (1987-1992)        | England (1970-1990)         | 196     |
| 8  | Peter Shilton       | Plymouth Argyle F.C. (1992-1995)     | England (1970-1990)         | 196     |
| 8  | Peter Shilton       | Wimbledon F.C. (1995)                | England (1970-1990)         | 196     |
| 8  | Peter Shilton       | Bolton Wanderers F.C. (1995)         | England (1970-1990)         | 196     |
| 8  | Peter Shilton       | Coventry City F.C. (1995-1996)       | England (1970-1990)         | 196     |
| 8  | Peter Shilton       | West Ham United F.C. (1996)          | England (1970-1990)         | 196     |
| 8  | Peter Shilton       | Leyton Orient F.C. (1996-1997)       | England (1970-1990)         | 196     |
| 9  | František Plánička  | Slavia Prag (1923-1939)              | Tjekkoslovakiet (1926-1938) | 194     |
| 10 | Amadeo Carrizo      | River Plate (1945-1968)              | Argentina (1954-1964)       | 192     |
| 10 | Amadeo Carrizo      | Alianza Lima (1969)                  | Argentina (1954-1964)       | 192     |
| 10 | Amadeo Carrizo      | Millonarios (1970-1971)              | Argentina (1954-1964)       | 192     |

## Bedste målmand fra 1987-2011
Dette er en top ti over de bedste målmænd fra 1987 til 2011, udført af IFFHS.
| #   | Spiller                         | Nation            | Point |
| --- | ------------------------------- | ----------------- | ----- |
| 1.  | Gianluigi Buffon                | Italien           | 226   |
| 2.  | Iker Casillas                   | Spanien           | 213   |
| 3.  | Edwin van der Sar               | Holland           | 201   |
| 4.  | Peter Schmeichel                | Danmark           | 179   |
| 5.  | Oliver Kahn                     | Tyskland          | 162   |
| 6.  | Petr Čech                       | Tjekkiet          | 154   |
| 7.  | José Luis Chilavert             | Paraguay          | 146   |
| 8.  | Walter Zenga Andoni Zubizarreta | Italien · Spanien | 132   |
| 10. | Claudio Taffarel                | Brasilien         | 130   |

## Ekstern kilde/ henvisning
- International Federation of Football History & Statistics